# Vilabella (kommun)
Vilabella är en kommun i Spanien.   Den ligger i provinsen Província de Tarragona och regionen Katalonien, i den östra delen av landet, 400 km öster om huvudstaden Madrid. Antalet invånare är 829. Arean är 18,2 kvadratkilometer. Vilabella gränsar till Puigpelat, Bràfim, Montferri, Salomó, Vespella de Gaià, Renau och Nulles. 
Terrängen i Vilabella är platt.